# Oscar Kiss Maerth
Oscar Kiss Maerth ( 8 de octubre  de 1914, Petre, Sudeste de Europa - 1991 ) fue un escritor inglés, nacido en lo que es hoy Hungría, autor de «El principio era el fin» de 1969, un ensayo, que cuestiona la validez básica de la teoría de la evolución natural sobre la inteligencia del hombre. Dice que debido al consumo inicial y casual de cerebros de otros monos, cierto grupo de monos fue adquiriendo más inteligencia y mayor potencia sexual, debido a esto fue cambiando su sistema endocrino y su capacidad craneana. Este acontecimiento no se dio en forma repentina sino en cierto tiempo debido a una continua dieta de canibalismo. Gracias a esto cierto grupo de monos fue evolucionando dando origen al ser humano actual, que fue heredando el grado de desarrollo intelectual alcanzado por sus progenitores y con varios problemas no tan comentados que le acarrea su desorden original alimenticio, puesto que el hombre debería ser totalmente vegetariano si obedeciera a la naturaleza y siguiera su contextura. En su libro antes mencionado enumera todos los detalles que explican claramente sus ideas.
Al margen de lo heterodoxo de su propuesta, ofrece un argumento empírico, puesto que en principio se podría simular la evolución de dichos simios empleando otras especies, por ejemplo ratas de laboratorio, a las que habría que alimentar de cerebros de congéneres. El conflicto anticientífico es que al no ser herbívoros, su sistema digestivo procesa las proteínas consumidas, haciendo desaparecer cualquier probabilidad de ingresar moléculas complejas al sistema circulatorio. Así jamás podría alterar su sistema endocrino. Así ocurre con vacas consumiendo proteínas animales, que le transmiten enfermedades. 
Algunos sectores de la biología que hallan mínimas fallas en la teoría de la evolución (la principal es que no sería repetible, entre otras varias) encuentran en esa línea de pseudoinvestigaciones sorprendentes ideas, acerca de la inteligencia comestible. 

## Algunas publicaciones
- Der Anfang war das Ende - Der Mensch entstand durch Kannibalismus - Intelligenz ist eßbar (El comienzo fue el final - El hombre fue creado por el canibalismo - La inteligencia es comestible). Econ Verlag, Düsseldorf, Wien 1971, ISBN 3-430-15460-X
- The speech of Moltrasio (Die Rede von Moltrasio). Omnia Mundi, 1974, en muchos idiomas
- Die Rede von Assisi, Omnia Mundi, 1975
- Die Abrüstung der Kinder, Omnia Mundi, 1979